# Athyreus juanae
Athyreus juanae är en skalbaggsart som beskrevs av Henry Fuller Howden och Martinez 1978. Athyreus juanae ingår i släktet Athyreus och familjen Bolboceratidae. Inga underarter finns listade.